# 長野県立大町北高等学校
もしかして
- 長野県大町北高等学校

ではありませんか？